# Ружица (река)
Ружица (пол. Rurzyca) — река в северо-западной Польше, в Западно-Поморском воеводстве, приток Одры.
Длина 44,4 км, площадь водосборного бассейна — 417 км².

## Географическая характеристика
Река начинается на Мыслиборском поозерье из небольшого озера в 3,5 км к юго-востоку от деревни Гоголице. От истока течёт на север, протекает через Тшциньско-Здруй, где поворачивает на северо-запад. В нижнем течении делает большую петлю на юг, протекая через город Хойна.
Крупнейший приток — река Калица (длина 14 км). Крупнейшие озёра в бассейне реки — Ментно (141 га) и Еленин (104 га). Помимо городов Тшциньско-Здруй и Хойна река протекает целый ряд деревень, крупнейшие из которых Каменны-Яз, Стшельчин, Рурка, Гарново и Наводна.
Впадает в Одру, по которой здесь проходит граница с Германией южнее деревни Огница.